# Turniej o Srebrną Ostrogę Ilustrowanego Kuriera Polskiego
Srebrna Ostroga Ilustrowanego Kuriera Polskiego - turniej żużlowy rozgrywany w Toruniu w latach 1959–1967, 1969, 1979–1980, 1982–1987 oraz 1990.
Inicjatorem tej imprezy była redakcja Ilustrowanego Kuriera Polskiego, która ufundowała nagrodę przechodnią "Srebrną Ostrogę". Do zdobycia nagrody na własność należało wygrać turniej trzy razy z rzędu, ale nikomu nie udała się ta sztuka. Dotychczas odbyło się dziewiętnaście edycji tego turnieju.

## Srebrna Ostroga IKP

### Wyniki
| Nr Turnieju | Data                              | 1 miejsce                         | 2 miejsce                               | 3 miejsce                             |
| ----------- | --------------------------------- | --------------------------------- | --------------------------------------- | ------------------------------------- |
| 1 wyniki    | 8 listopada 1959                  | Henryk Żyto Unia Leszno           | Stanisław Bauta Unia Leszno             | Marian Rose LPŻ Toruń                 |
| 2 wyniki    | 7 września 1960                   | Jan Malinowski Stal Rzeszów       | Norbert Świtała Polonia Bydgoszcz       | Edmund Migoś Stal Gorzów Wlkp         |
| 3 wyniki    | 15 października 1961              | Jan Malinowski Stal Rzeszów       | Mieczysław Połukard Polonia Bydgoszcz   | Norbert Świtała Polonia Bydgoszcz     |
| 4 wyniki    | 14 października 1962              | Marian Kaiser Wybrzeże Gdańsk     | Stanisław Tkocz Górnik Rybnik           | Mieczysław Połukard Polonia Bydgoszcz |
| 5 wyniki    | 20 października 1963              | Jan Malinowski Stal Rzeszów       | Stanisław Bauta Apator Toruń            | Wiesław Rutkowski Polonia Piła        |
| 6 wyniki    | 7 października 1964               | Marian Rose Apator Toruń          | Edward Kupczyński Polonia Bydgoszcz     | Jan Tkocz Wybrzeże Gdańsk             |
| 7 wyniki    | 17 października 1965              | Joachim Maj Górnik Rybnik         | Antoni Woryna Górnik Rybnik             | Stanisław Tkocz Górnik Rybnik         |
| 8 wyniki    | 16 października 1966              | Marian Rose Stal Toruń            | Janusz Kościelak Stal Toruń             | Rajmund Świtała Polonia Bydgoszcz     |
| 9 wyniki    | 22 października 1967              | Bernt Persson Szwecja             | Hans Holmqvist Szwecja                  | Marian Rose Stal Toruń                |
| 10 wyniki   | 23 sierpnia 1969 24 sierpnia 1969 | Rajmund Świtała Polonia Bydgoszcz | Edmund Migoś Jerzy Padewski Stal Gorzów |                                       |
| 11 wyniki   | 27 października 1979              | Jan Ząbik Stal Toruń              | Wojciech Żabiałowicz Stal Toruń         | Eugeniusz Miastkowski Stal Toruń      |
| 12 wyniki   | 19 października 1980              | Jan Ząbik Stal Toruń              | Wojciech Żabiałowicz Stal Toruń         | Krzysztof Kwiatkowski Stal Toruń      |